# Rudolf Thome
Pour les articles homonymes, voir Thome.
Rudolf Thome, né le 14 novembre 1939 à Wallau (Allemagne), est un réalisateur et producteur de cinéma allemand.

## Filmographie
- 1969 : Detektive (de)
- 1970 : Rouge sang (Rote Sonne)
- 1971 : Supergirl – Das Mädchen von den Sternen (de)
- 1972 : Fremde Stadt
- 1974 : Made in Germany and USA (de)
- 1975 : Tagebuch (de)
- 1978 : Description d'une île (de) (Beschreibung einer Insel)
- 1980 : Berlin Chamissoplatz (de)
- 1983 : La Main dans l'ombre (System ohne Schatten)
- 1986 : Tarot (de)
- 1987 : Les Formes de l'amour (de) (Das Mikroskop)
- 1988 : Le Philosophe (de) (Der Philosoph)
- 1989 : Sieben Frauen (de)
- 1991 : Le Coup de foudre (de) (Liebe auf den ersten Blick)
- 1995 : Die Sonnengöttin (de)
- 1995 : Le Secret de l'amour (Das Geheimnis)
- 1998 : Le Bébé Tigre (de) (Tigerstreifenbaby wartet auf Tarzan)
- 1998 : Just Married (de)
- 2000 : Paradiso : Sept Jours avec sept femmes (Paradiso: Sieben Tage mit sieben Frauen)
- 2001 : Venus.de – Die bewegte Frau (de)
- 2003 : Rot und Blau (de)
- 2004 : Frau fährt, Mann schläft (de)
- 2006 : Du hast gesagt, dass du mich liebst (de)
- 2006 : Rauchzeichen (de)
- 2007 : Das Sichtbare und das Unsichtbare (de)
- 2009 : Pink (de)
- 2010 : Das rote Zimmer (de)
- 2012 : Ins Blaue (de)